# Goričica, Štalenska gora
Goričica (nemško Kreuzbichl) je naselje v občini Štalenska gora v okraju Celovec-dežela na Koroškem v Avstriji.

## Cerkvena ureditev
Goričica pripada dvojezični dekaniji Tinje, ki je bila do leta 1938 slovenska (razen Otmanj, ki so bile dvojezične, nemško-slovenske) ter je sedaj uradno dvojezična, medtem ko je župnija Šenttomaž pri Celovcu, kateri pripada Goričica, uradno le še nemška. 

## Zgodovina
Ta vas, ki jo danes sestavljajo le še tri kmetije, ima izjemno zanimivo zgodovino, ki je tesno povezana s cistercijansko opatijo Vetrinj.
Leta 1230 je  koroški vojvoda Bernhard Spanheimski samostanu podaril „pedium in Gotespuhel“ (posestvo v »Gottesbichlu«), da bi menihi v postnem času od dobička posestva lahko kupovali ribe in fige. V opisu posestva je navedeno, da obsega „pratis, pasturis et nemoribus“ (= travnike, pašnike in gozdne pašnike), vendar kmetije ali njive niso omenjene. Posestvo leta 1230 je bilo torej verjetno vojvodska živinorejska farma, ki so jo cistercijani iz Vetrinja kmalu spremenili v kmečko vas z osmimi domačijami. Leta 1287 so iz donacije rodbine Halek (nem. Halleger) dobili še deveto kmetijo.
Od 15. stoletja dalje se je ime „Chreuzespuhel“ (danes Kreuzbichl) uporabljalo, da bi se razlikovalo naselje, ki je bilo v celoti pod nadzorom Vetrinja, od zaselka Ovše (nem. Gottesbichl) vzhodneje. To verjetno pomeni, da je moralo imeti dokaj vidno obcestno znamenje na cesti pod naseljem, ki predstavlja mejo treh katastrskih občin, v srednjem veku predhodno strukturo, na katero se nanaša nemško krajevno ime (znamenje = lokalno narečno slov. križ = nem. Kreuz  > Kreuzbichl). 
Vas se je še v našem stoletju tudi v nemščini pogosto imenovala »Goritschitzen«. To krajevno ime izhaja iz slovenskega krajevnega imena „Goričica“ (= mali hrib).
V vetrinjskem urbarju iz leta 1488 je še vedno navedenih devet hiš (»mansen« = kmetij). Vendar pa so ti takrat ustrezali le petim dejansko obstoječim kmetijam. Vsi kmetje iz leta 1488 so imenovani izključno z imeni (Blasy, Michel, Hans, Linhart, Laurenz). Njihove dajatve so večinoma enake. Posestvo Blaasy (= del današnje Kramerjeve hube), sestavljeno iz dveh posestev, je moralo plačati 130 srebrnih pfenigov, štiri vedra pšenice, dva vedra valjanega ječmena, 30 urn (= vrčev) ovsa, šest urn hmelja, štiri snope zdrobljenega lanu, štiri dimljene pleče, dva pitana piščanca, dve kokoši in 120 jajc.
Plečeta in pitani piščanci so bili pozneje odkupljeni v denarju, uveden pa je bil nov davek v naravi v obliki prečiščenega masla. V zameno za 30 funtov (približno 17 kg) svinjske masti je bila kmetija oproščena vseh robotskih storitev. Leta 1652 pa so bili denarni prispevki samostanu (40 krajcerjev) v primerjavi z močno povečanimi državnimi davki (4 guldeni 33 krajcerji!) vsekakor zelo nizki.
Leta 1652 so imeli lastniki petih posesti v Goričici že družinska imena (Friesacher, Dobernig, Jänsche, Krainer in Tämisch). Hubi Friesacher in Krainer, katerega ime se v 18. stoletju spremeni v Kramer, sta že v rokah enega lastnika, ki je tako združil štiri srednjeveške kmetije.
Leta 1737 sta bili v eno posestvo združeni tudi hubi Dobernig in Tämisch, s čimer je nastala današnja huba Hliebitz (Hlibic), katere hišno ime se je prvič pojavilo leta 1698 in ki je vsebovala tri srednjeveške kmetije.
Huba Jänsche iz leta 1652 je leta 1767 prešla v last družine Pippan, od leta 1787 pa ima v uradnih evidencah hišno/domače ime Jörg (= Georg, ime prejšnjega lastnika). 

## Narečje
Nemščina je prisotna v obliki osrednje-koroškega nemškega narečja.
Zgodovinsko domače slovensko narečje je bila poljanščina Celovškega polja, kot je bilo zapisano v sosednji vasi Zapuže v doktorski disertaciji Katje Sturm-Schnabl leta 1973 ter terminološko opredeljeno kot takšno šele v okviru znanstveno raziskovalnega dela Bojana-Ilije Schnabla ob pripravah za Enciklopedije slovenske kulturne zgodovine na Koroškem (2010 oz.  2016). O postopni germanizaciji področja je zapisano pričevanje duhovnika Pavla Zablatnika v Enciklopediji slovenske kulturne zgodovine na Koroškem  za časa njegovega delovanja v sosednji župniji Otmanje med letoma 1971 in 1962. Zapisano je: »V pogovoru z avtorjem o njegovem delu v župniji Otmanje, ki je bila edina župnija v dekaniji Tinje, ki je bila v medvojnem obdobju vodena dvojezično v nemščini in slovenščini (druge so bile slovenske), po vojni pa je bila vodena v nemščini, je poročal, da so se mu starejše ženske v župniji pod varstvom zaupnosti spovedovale v slovenščini. Tudi to je izjemen pokazatelj jezikovno-sociološkega razvoja slovenščine v župniji in v politični občini Štalenska gora.« 

## Slovensko kulturno življenje
Začetek 20. stoletja je bila Goričica (enako kot sosednja Partovca) zajeta v kulturno življenje Slovenskega prosvetnega društva »Edinost Št. Tomaž«, ki je bilo ustanovljeno leta 1910 ter »Hranilnice in posojilnice Št. Tomaž«, ki je bila ustanovljena leta 1912/13 v Šenttomaža pri Celovcu. 
Med koristnike domače slovenske zadružne posojilnice štejemo:
- p.d. Jörg > Jörg (Pippan Gustav, Jörg posestnik Goričica);
- p.d. Kramer > Kramer (Kuttnig Jožef pd. Kramer na Goričici).[12][13]